# Dorfkirche Kleinwulkow

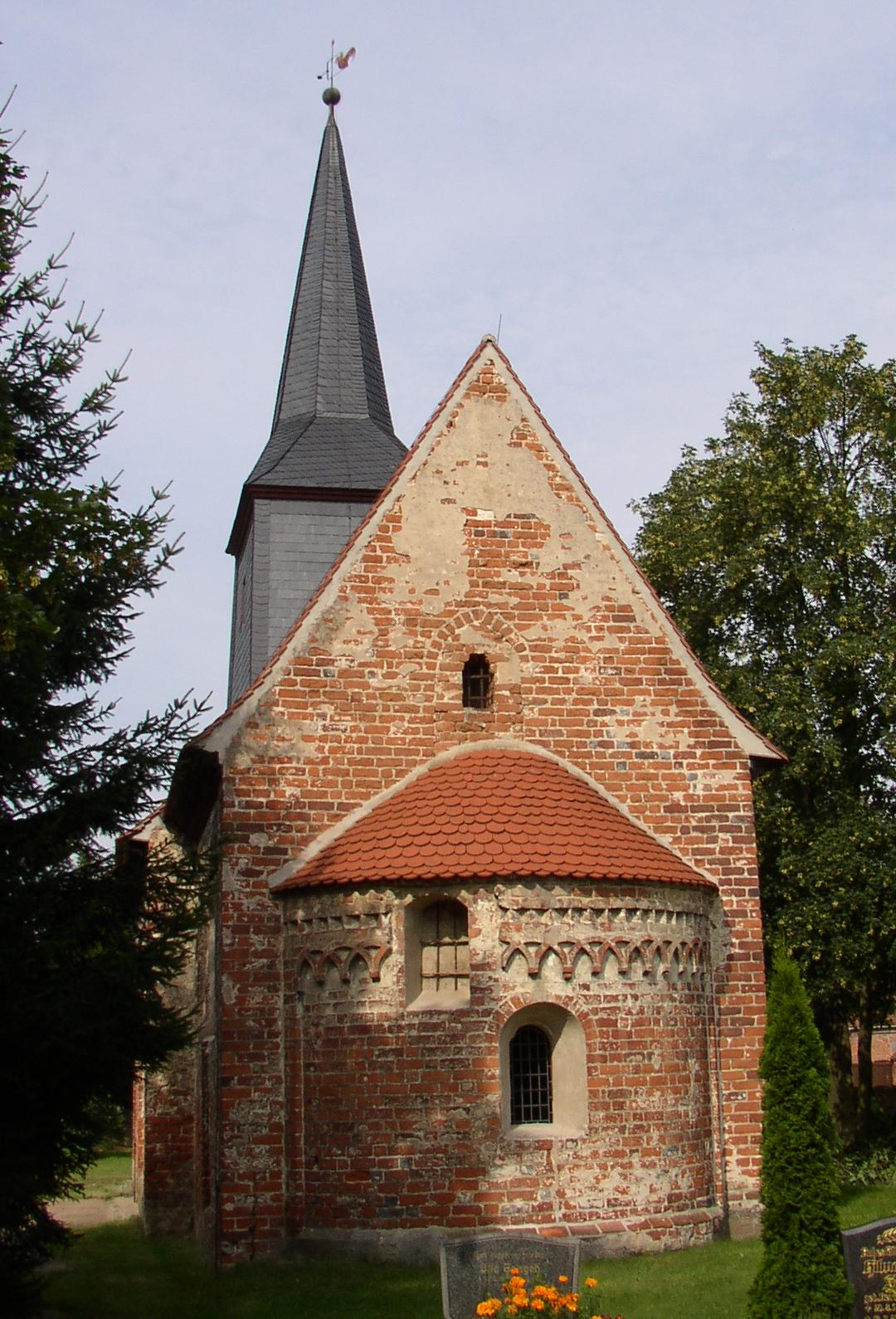
Dorfkirche Kleinwulkow

Die evangelische Dorfkirche Kleinwulkow ist eine spätromanische Backsteinkirche im Ortsteil Kleinwulkow der Gemeinde Jerichow im Landkreis Jerichower Land in Sachsen-Anhalt. Sie gehört zum Pfarrbereich Jerichow im Kirchenkreis Stendal  der Evangelischen Kirche in Mitteldeutschland.

## Geschichte und Architektur
Die Dorfkirche Kleinwulkow wurde um 1200 (nach anderer Quelle im zweiten Viertel des 13. Jahrhunderts) auf dem Anger des Dorfs als Backsteinbau aus Schiff, eingezogenem Chor und Apsis sowie einem unvollständigen Westturm von Schiffsbreite erbaut. Der Turm, der später einen Fachwerkaufsatz mit einem oktogonalen Spitzhelm erhielt, ist wie an der Dorfkirche Großwulkow mit einem abgetreppten rundbogigen Westportal in einem rechteckigen Rahmen ausgestattet und mit einem darüber befindlichen Rundfenster und drei pyramidal angeordneten Blenden im Übergang vom Giebel zum schiefergedeckten Glockengeschoss gegliedert.
Das Schiff und der Chor sind mit Ecklisenen, Konsolfries und Deutschem Band geschmückt. Die romanischen Öffnungen auf der Südseite (Fenster, Portal und Priesterpforte) sind vermauert. Die Fenster wurden in der Barockzeit korbbogig erweitert; die ursprüngliche Fensterform ist noch am ehesten an dem ebenfalls veränderten südwestlichen Fenster des Saales erkennbar. Die Apsis ist mit Kreuzbogenfries und Deutschem Band verziert, das an der Südseite durch nachträglich eingebrochene, heute vermauerte Flachbogenfenster beeinträchtigt ist.
Im Innern ist der Chor mit einem Kreuzgratgewölbe über Schildbögen und das Schiff mit einer Flachdecke abgeschlossen. Die barocken Segmentbogenfenster sind in breite Nischen eingebaut. Die romanischen Kämpfer des Triumphbogens wurden abgeschlagen. Der Apsisbogen ist gestuft. 
Eine Ausmalung aus der Zeit des Historismus ist heute verblasst. Die letzte Instandsetzung fand 1995 statt.
Der 23-jährige Missionar Johann Andreas Wernicke aus Kleinwulkow brach als einer der ersten im Zuge der Berliner Gossner Mission im Jahr 1838 nach Indien auf, um dort den christlichen Glauben zu verbreiten. Aus gesundheitlichen Gründen zog er in das Hochland von Darjeeling und schaffte dort die Grundlagen für den Darjeelingtee. Seine Kinder gehörten zu den führenden Teemagnaten Englands.

## Ausstattung
Ein barocker Taufengel aus der Zeit um 1700 wurde 1985 restauriert. Die Orgel hat einen neuromanischen Prospekt aus dem 19. Jahrhundert. Eine barocke Hufeisenempore prägt den Raumeindruck im flachgedeckten Schiff.